# Tunesische Marine
Die Tunesische Marine (arabisch جيش البحر التونسي, französisch Marine nationale tunisienne) ist die Seestreitmacht der Streitkräfte der Tunesischen Republik, sie hat eine Stärke von etwa 4.800 Soldaten.

## Stützpunkte

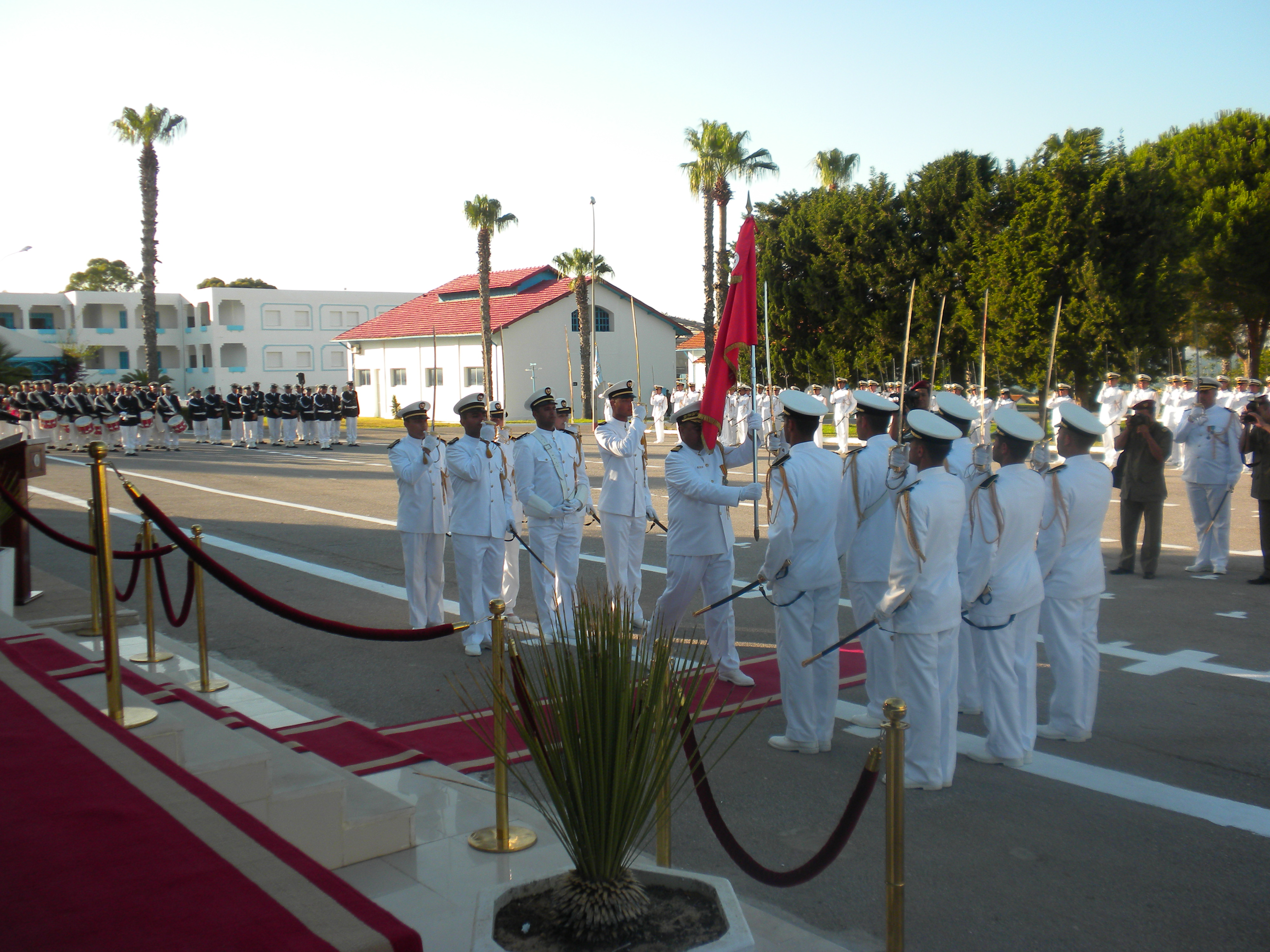
Kadetten der Marine beim Flaggenappell

Das Hauptquartier befindet sich in Bizerte. Weitere Stützpunkte befinden sich in Sfax, La Goulette und Kelibia.

## Seefahrzeuge
Für die Erfüllung der Aufgaben der Marine verfügt diese u. a. über:
| Schiffsklasse                       | Herkunft            | Bild                     | Schiffe | Verdrängung  | Anmerkungen                                                     |
| Schnellboote                        | Schnellboote        | Schnellboote             | Schnellboote                                                                                                   | Schnellboote | Schnellboote                                                    |
| ----------------------------------- | ------------------- | ------------------------ | --- | ------------ | --------------------------------------------------------------- |
| La Galite (Combattante IIIM-Klasse) | Frankreich          |                          | La Galite (P 501) Tunis (P 502) Carthage (P 503)                                                               | 265 t        |                                                                 |
| Hamilcar (Albatros-Klasse)          | Deutschland         | Schnellboot Giscon       | Hamilcar (P 505) Hannon (P 506) Himilcon (P 507) Hannibal (P 508) Hasdrubal (P 509) Giscon (P 510)             | 390 t        | ehemalige Schnellboote der deutschen Marine                     |
| Bizerte (P48)                       | Frankreich          |                          | Bizerte (P 301) Horria (P 302) Monastir (P 303)                                                                | 250 t        |                                                                 |
|                                     |                     |                          | 2 Boote |              |                                                                 |
| Patrouillenboote                    |                     |                          | |              |                                                                 |
| MSOPV 1400                          | Niederlande         | Patrouillenboot Jugurtha | Jugurtha (P 610) Syphax (P 611) Hannon (P 612) Sophonisbe (P 613)                                              | 1.284 t      |                                                                 |
| P270TN                              | Italien             |                          | Joumhouria (P 202) Al Jala (P 203) Remada (P204) Sakiet Sidi Youssef (P 208) Kerkennah (P 209) Destour (P 210) | 140 t        | ehemalige italienische Einheiten                                |
| Typ 062                             | Volksrepublik China |                          | Utique (P 207) Jerba (P 208) Kuriat (P 209)                                                                    | 120 t        |                                                                 |
| Istiklal                            | Tunesien            |                          | Istiklal (P 201) Utique (P 211) Kerkouane (P 212) El Jem (P 213)                                               | 80 t         | weitere drei Boote im Bau bzw. Planung                          |
|                                     |                     |                          | 6 Boote |              |                                                                 |
| Hilfsschiffe                        |                     |                          | |              |                                                                 |
| Silas Bent                          | Vereinigte Staaten  | Beispielbild             | Khaireddine | 2.540 t      | ehemaliges amerikanisches Erprobungsschiff USNS Wilkes (AGS-33) |
|                                     |                     |                          | Hannibal |              |                                                                 |
|                                     | Vereinigte Staaten  |                          | Tabarka ein weiteres Schiff                                                                                    |              | Tonnenleger                                                     |
|                                     | Niederlande         |                          | Sisi Bou Said                                                                                                  |              | Tonnenleger                                                     |
| Simeto                              | Italien             |                          | Ain Zaghouan                                                                                                   |              | Früheres Schiff der italienischen Marine                        |
|                                     | Vereinigte Staaten  |                          | Salambo |              | Schulschiff                                                     |